# Sinagoga de Ostiano
La sinagoga de Ostiano, actualmente abandonada y en ruinas, se encuentra en Piazza Castello, en el patio interior del palacio Gonzaga, en la localidad italiana de Ostiano (Italia).

## Historia
El edificio de la sinagoga, del siglo XVI, nació como la Casa del Gobernador en el patio del castillo Gonzaga. En 1619 Francesco Gonzaga, marqués de Ostiano y obispo de Mantua, cedió la propiedad en partes iguales a la parroquia de Ostiano y al convento franciscano de los santos Gaudenzio y Alessandro. La comunidad judía de Ostiano lo ocupó desde 1713, iniciando las obras de embellecimiento y elevando el edificio en un piso para albergar la sinagoga y el matroneo. Durante dos siglos, la sinagoga fue el centro de la vida de la próspera comunidad local.
La sala de oración se presenta como una gran sala rectangular abovedada, iluminada por tres grandes ventanales orientados al sur. El aron estaba colocado en un nicho. Los pisos inferiores eran áreas al servicio de la comunidad. 
Con el declive demográfico de la comunidad debido a la emigración a los principales centros de la región, la sinagoga fue cerrada ya a principios del siglo XX. Los preciosos muebles se perdieron. Después de la Segunda Guerra Mundial, el edificio, ya de propiedad privada, cayó en completo abandono.
El 3 de febrero de 2006, tras una fuerte nevada, el techo del edificio colapsó, comprometiendo aún más el estado de conservación de la estructura, las decoraciones de las paredes y los estucos del siglo XVI. En 2008 la comuna de Ostiano intervino en la compra de la propiedad e inició los trámites para la recuperación y restauración de la sinagoga, de acuerdo con un programa de obras que deben completarse en los próximos años.